# La Encina
La Encina és un municipi de la província de Salamanca a la comunitat autònoma de Castella i Lleó. Limita al Nord amb Ciudad Rodrigo, a l'Est amb Pastores, al Sud amb Martiago i Herguijuela de Ciudad Rodrigo i a l'Oest amb El Bodón.

## Demografia
| 1991 | 1996 | 2001 | 2004 |
| ---- | ---- | ---- | ---- |
| 274  | 227  | 180  | 160  |